# おしゃれめさるな/だいすきシンバ
『おしゃれめさるな/だいすきシンバ』（Don't be Fashionable and I love Simba）は1985年2月21日にビクター音楽産業リリースされたレコード。KV-3062

## 解説
日本テレビ系テレビアニメ『魔法の妖精ペルシャ』の後期主題歌（第32話から第48話まで）。

### おしゃれめさるな
同番組のオープニングテーマで元・コスミック・インベンションの森岡みまがMIMAの名で熱唱。アニメーションは加藤鏡子が担当した。

### だいすきシンバ
同番組のエンディングテーマでペルシャ役の冨永みーなが熱唱、魔法の妖精ペルシャ 音楽篇からシングルカットしたもの。イラストは岸義之、アニメーションは洞沢由美子が担当した。

## 収録曲
1. おしゃれめさるな(2:44)[1]
  - 作詞：秋元康 / 作曲：古田喜昭 / 編曲：馬飼野康二 / 唄：MIMA
2. だいすきシンバ(3:19)[2]
  - 作詞：佐藤純子 / 作曲・編曲：馬飼野康二 / 唄：冨永みーな

## 収録アルバム
- 魔法の妖精ペルシャ 音楽篇（2のみ、1984年10月5日）
- アニメージュ 魔法少女コレクション（両曲とも、2013年8月7日）